# Ist (isla)
Ist (en croata: Otok Ist) es una pequeña isla frente a la costa dálmata de Croacia. La ciudad más cercana a Ist es Zadar. La isla tiene una superficie de 9,65 kilómetros cuadrados. Ist se encuentra entre las islas de Skarda y Molat.
Toda la isla tiene una población permanente de 202 habitantes. Durante los últimos 50 años ha sido testigo de una despoblación que ha reducido lentamente a la mitad su número de habitantes. El Gobierno de Croacia está tratando de atraer a la gente a la isla a través del Programa Nacional de Desarrollo de las Islas, así como la reactivación económica (que podría resultar en la construcción de un puente para Molat). Recientemente la isla se ha beneficiado del desarrollo del turismo.